# Schwabiska skaldeskolan
Schwabiska skaldeskolan var förr en allmänt förekommande benämning på de tyska minnesångarna på 1200-talet, på grund av  att de ofta använde den schwabiska dialekten och att deras konst företrädesvis var omtyckt i Schwaben, vid Hohenstaufernas hov. 
Samma namn har sedan tillagts en grupp av de yngre nyromantikerna på 1800-talet, främst Ludwig Uhland, Justinus Kerner, Gustav Schwab, Karl Mayer, vidare Wilhelm Hauff, Gustav Pfizer, Wilhelm Waiblinger med flera. Ett drag av idyll, avoghet mot främmande tendenser, hembygdskänsla och även personliga förbindelser förenar dem, trots att skolbegreppet knappast med rätta kan läggas på deras samhörighet.